# Regolo (nome)
Regolo  è un nome proprio di persona italiano maschile.

## Varianti
- Maschili: Regulo[2]
- Femminili
  - Alterati: Regolina[1][2]

### Varianti in altre lingue
- Catalano: Règul
- Francese: Rieul
- Inglese: Regulus, Regolus
- Latino: Regulus[4][5]
- Portoghese: Régulo[5]
- Russo: Регул (Regul)
- Spagnolo: Régulo[5]

## Origine e diffusione
Deriva dal cognomen romano Regulus, tipico della gens Atilia; esso è tratto da regulus, un diminutivo di rex, regis, "re", ed è quindi interpretabile come "giovane re", "piccolo re", "reuccio", "principe".
Tra i vari personaggi storici che lo portarono è da ricordare soprattutto Marco Atilio Regolo, comandante durante la prima guerra punica, alla cui figura sono ispirate anche varie opere fra cui l'Attilio Regolo di Metastasio. Così si chiamano inoltre la stella Regolo, la principale della costellazione del Leone, e il regolo, un piccolo uccello (questo per via della macchina colorata che gli "corona" la fronte). La diffusione in Italia (peraltro scarsa) è dovuta, oltre che alla memoria del condottiero romano, anche al culto di diversi santi così chiamati; è attestato maggiormente nel Centro-Nord e in Abruzzo, e in particolare in Emilia-Romagna.

## Onomastico
L'onomastico si può festeggiare in memoria di più santi, alle date seguenti:
- 30 marzo, san Regolo, vescovo di Senlis[8][9]
- 30 marzo (o 17 ottobre, san Regolo, vescovo di Patrasso, portò le reliquie di sant'Andrea in Scozia[8]
- 1º settembre, san Regolo, vescovo africano, martire a Populonia sotto Totila[3][8]
- 3 settembre, san Regolo, monaco benedettino, arcivescovo di Reims[8]

L'11 settembre si festeggia inoltre santa Regola, martire con il marito (o fratello) Felice e il servo Esuperanzio a Zurigo, il cui nome va però ricondotto al latino regula, "regola".

## Persone
- Gaio Atilio Regolo (257 a.C.), console romano
- Gaio Atilio Regolo (225 a.C.), console romano
- Marco Atilio Regolo Caleno (335 a.C.), politico romano
- Marco Atilio Regolo (294 a.C.), console romano
- Marco Atilio Regolo (227 a.C.), console romano
- Marco Atilio Regolo (III secolo a.C.), uomo di stato romano

## Il nome nelle arti
- Regulus è un personaggio del manga e anime I cavalieri dello zodiaco.
- Regulus Black è un personaggio dei romanzi della serie Harry Potter, scritta da J. K. Rowling.